# Maar ik doe het toch
Maar ik doe het toch is een nummer van de Nederlandse band Wies uit 2020. Het is de derde single van hun debuutalbum Het is een Wies.
"Maar ik doe het toch" werd geschreven door zangeres Jeanne Rouwendaal, en is rustiger dan de vorige twee singles. Het nummer gaat over groeien en terugvallen, een positieve en zelfverzekerde instelling die omslaat door een vastgeroeste negatieve gedachtegang. Toen Rouwendaal het nummer in 2019 schreef, ging het over doemdenken over relaties. Maar toen het nummer in 2020 werd uitgebracht, kreeg het volgens Rouwendaal door de coronapandemie een andere lading. "2020 had ons jaar moeten zijn. Dan is er ineens corona en is de vraag 'wat als we mislukken?' ineens heel relevant. Terwijl het daar nog niet over ging toen ik het schreef", vertelde Rouwendaal bij Kevin van Arnhem op NPO 3FM.
Ondanks dat het door diverse radiostations gedraaid werd, behaalde de plaat de hitparade niet.